# Eric Wohlberg
Eric Wohlberg (Sudbury, Ontario, 8 de gener de 1965) va ser un ciclista canadenc, que fou professional entre el 1996 i el 2008. Excel·lent contrarellotgista, en el seu palmarès destaquen vuit campionats nacionals de contrarellotge, entre el 1996 i el 2003. Així mateix destaca una medalla d'or als Jocs de la Commonwealth de 1998 i als Jocs Panamericans de 1999. Va participar en tres edicions dels Jocs Olímpics, el 1996, 2000 i 2004.

## Palmarès
- 1995
  - 1r al Tour de Beauce
- 1996
  - 1r al Tour de Hokkaido
- 1997
  -  Campió del Canadà de contrarellotge individual
  - Vencedor d'una etapa al Tour de Langkawi
  - Vencedor d'una etapa al Tour de Toona
- 1998
  -  Campió del Canadà de contrarellotge individual
  -  Medalla d'or en contrarellotge als Jocs de la Commonwealth
  - Vencedor d'una etapa al Tour de Toona
- 1999
  -  Campió del Canadà de contrarellotge individual
  -  Medalla d'or en contrarellotge als Jocs Panamericans
  - Vencedor de 2 etapes al Tour de Beauce
  - Vencedor d'una etapa al Tour de Langkawi
- 2000
  -  Campió del Canadà de contrarellotge individual
  - 1r al Tour de Hokkaido
  - 1r al Tour de Gila
  - 1r a la Solano Bicycle Classic i vencedor d'una etapa
  - Vencedor d'una etapa al Herald Sun Tour
  - Vencedor d'una etapa a la Fitchburg Longsjo Classic
- 2001
  -  Campió del Canadà de contrarellotge individual
  - 1r a la Fitchburg Longsjo Classic i vencedor d'una etapa
  - 1r al Tour de Willamette i vencedor d'una etapa
  - Vencedor de 2 etapes al Tour de Southland
  - Vencedor d'una etapa a la Solano Bicycle Classic
- 2002
  -  Campió del Canadà de contrarellotge individual
  - 1r al Tour de Nez
  - Vencedor d'una etapa al Tour de Southland
- 2003
  -  Campió del Canadà de contrarellotge individual
  - 1r al Tour de Nez
  - Vencedor d'una etapa al Tour de Connecticut
  - Vencedor d'una etapa al Herald Sun Tour
  - Vencedor d'una etapa al Tour de Queensland
  - Vencedor d'una etapa a la Joe Martin Stage Race
- 2004
  - 1r al Tour de Wellington i vencedor d'una etapa
  - Vencedor d'una etapa al Tour de Langkawi
- 2006
  - Vencedor d'una etapa a la Volta a Sonora
- 2007
  - Vencedor d'una etapa a la Volta a El Salvador
- 2008
  - Vencedor d'una etapa a la McLane Pacific Classic
  - Vencedor d'una etapa al Tour de Nez